# Herbertia furcata
Herbertia furcata är en irisväxtart som först beskrevs av Friedrich Wilhelm Klatt, och fick sitt nu gällande namn av Pierfelice Ravenna. Herbertia furcata ingår i släktet Herbertia och familjen irisväxter. Inga underarter finns listade i Catalogue of Life.